# Llista d'estrelles del Corb
Aquesta és una llista d'estrelles notables de la constel·lació del Corb, ordenades per ordre decreixent de brillantor.
| Nom       | B | F  | HD     | HIP   | RA             | Dec            | mag. ap. | mag. abs. | Dist. (al) | Tipus sp.  | Notes |
| --------- | - | -- | ------ | ----- | -------------- | -------------- | -------- | --------- | ---------- | ---------- | --- |
| γ Crv     | γ | 4  | 106625 | 59803 | 12h 15m 48.47s | −17° 32′ 31.1″ | 2.58     | −0.94     | 165        | B8III      | |
| β Crv     | β | 9  | 109379 | 61359 | 12h 34m 23.23s | −23° 23′ 47.8″ | 2.65     | −0.51     | 140        | G5II       | |
| δ Crv     | δ | 7  | 108767 | 60965 | 12h 29m 51.98s | −16° 30′ 54.3″ | 2.94     | 0.79      | 88         | B9.5V      | estrella doble |
| ε Crv     | ε | 2  | 105707 | 59316 | 12h 10m 07.53s | −22° 37′ 11.3″ | 3.02     | −1.82     | 303        | K2III      | |
| α Crv     | α | 1  | 105452 | 59199 | 12h 08m 24.75s | −24° 43′ 43.6″ | 4.02     | 3.17      | 48         | F0IV/V     | |
| η Crv     | η | 8  | 109085 | 61174 | 12h 32m 04.48s | −16° 11′ 45.1″ | 4.30     | 3.00      | 59         | F2V        | |
|           |   |    | 107418 | 60221 | 12h 20m 55.72s | −13° 33′ 56.7″ | 5.14     | 1.24      | 196        | K0III      | variable |
| VV Crv    |   |    | 110317 | 61910 | 12h 41m 16.02s | −13° 00′ 50.1″ | 5.17     | 0.51      | 278        | F3IV       | estrella quàdruple; variable Algol, Vmax = +5.19m, Vmin = +5.34m |
| ζ Crv     | ζ | 5  | 107348 | 60189 | 12h 20m 33.71s | −22° 12′ 57.0″ | 5.20     | −0.16     | 385        | B8V        | estrella d'emissió en línia; estrella doble |
| 31 Crt    |   | 31 | 104337 | 58587 | 12h 00m 51.17s | −19° 39′ 32.4″ | 5.28     | −3.37     | 1753       | B2IV       | binària espectroscòpica; variable el·lipsoidal en rotació, Vmax = +5.19m, Vmin = +5.23m; 31 Crateris és inusual, ja que va ser enumerada per a una altra constel·lació; un cop es va confondre per una lluna de mercuri |
| 3 Crv     |   | 3  | 105850 | 59394 | 12h 11m 03.88s | −23° 36′ 08.5″ | 5.45     | 1.70      | 183        | A1V        | |
|           |   |    | 109272 | 61296 | 12h 33m 34.27s | −12° 49′ 49.2″ | 5.58     | 2.15      | 158        | G8III/IV   | |
|           |   |    | 108821 | 61015 | 12h 30m 17.46s | −23° 41′ 47.1″ | 5.63     | −1.57     | 898        | M0III      | suspected variable |
| 6 Crv     |   | 6  | 107815 | 60425 | 12h 23m 21.60s | −24° 50′ 26.2″ | 5.66     | 0.73      | 316        | K1III      | |
|           |   |    | 109141 | 61212 | 12h 32m 36.09s | −13° 51′ 32.3″ | 5.74     | 2.90      | 120        | F3IV/V     | |
|           |   |    | 106485 | 59728 | 12h 14m 59.58s | −20° 50′ 39.2″ | 5.82     | 0.65      | 353        | K0IIICN... | |
|           |   |    | 107295 | 60157 | 12h 20m 10.83s | −22° 10′ 32.3″ | 5.94     | 0.13      | 474        | K0III+...  | estrella doble |
|           |   |    | 109931 | 61688 | 12h 38m 44.69s | −18° 15′ 00.6″ | 6.00     | 2.03      | 203        | F0V        | |
|           |   |    | 110385 | 61951 | 12h 41m 49.51s | −19° 45′ 32.9″ | 6.02     | 1.91      | 216        | F2V        | |
|           |   |    | 106819 | 59895 | 12h 17m 03.36s | −16° 41′ 37.5″ | 6.05     | −0.04     | 540        | A2V        | |
|           |   |    | 112304 | 63109 | 12h 55m 53.25s | −15° 19′ 37.3″ | 6.18     | −0.38     | 669        | A0V        | |
| TU Crv    |   |    | 109585 | 61496 | 12h 35m 58.77s | −20° 31′ 38.5″ | 6.20     | 1.77      | 251        | F0III      | variable δ Sct de baixa amplitud, Vmax = 0.025m, Vmin = 0.082m |
|           |   |    | 109238 | 61270 | 12h 33m 22.27s | −19° 47′ 32.9″ | 6.26     | 0.65      | 432        | F0IV/V     | |
|           |   |    | 104307 | 58574 | 12h 00m 42.23s | −21° 50′ 14.9″ | 6.28     | 0.22      | 532        | K2III      | estrella doble |
|           |   |    | 108477 | 60809 | 12h 27m 49.45s | −16° 37′ 54.7″ | 6.30     | −1.67     | 1278       | G5II       | |
|           |   |    | 108799 | 60994 | 12h 30m 04.93s | −13° 23′ 35.0″ | 6.37     | 4.38      | 81         | G1/G2V     | estrella múltiple |
|           |   |    | 109132 | 61208 | 12h 32m 32.89s | −21° 12′ 43.2″ | 6.41     | 0.86      | 419        | K0III      | |
| TT Crv    |   |    | 107814 | 60421 | 12h 23m 18.90s | −11° 48′ 43.5″ | 6.48     | −0.68     | 881        | M3III      | variable semiregular, Vmax = +6.47m, Vmin = +6.57m, P = 11.5 d |
| HD 104067 |   |    | 104067 | 58451 | 11h 59m 10.01s | −20° 21′ 13.6″ | 7.93     | 6.34      | 68         | K2V        | té un planeta (b) |
| R Crv     |   |    | 107199 | 60106 | 12h 19m 37.87s | −19° 15′ 21.8″ | 9.25     |           |            | M6e        | variable Mira, Vmax = +6.7m, Vmin = +14.4m, P = 317.03 d |